# Fermersleben

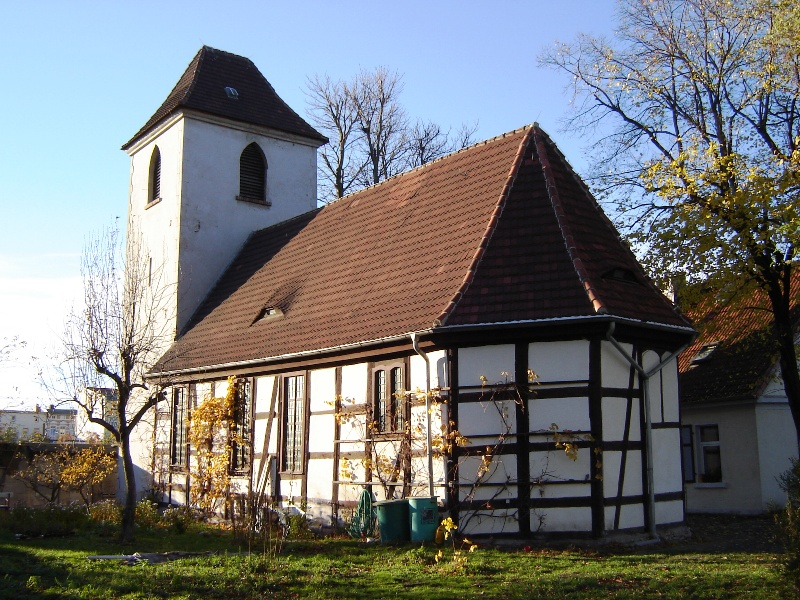
Martin-Gallus-Kirche

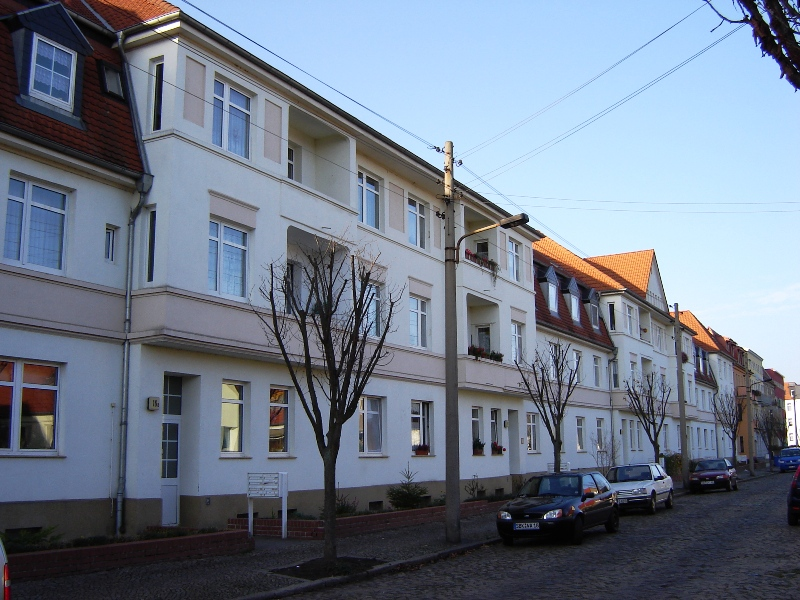
Faberstraße

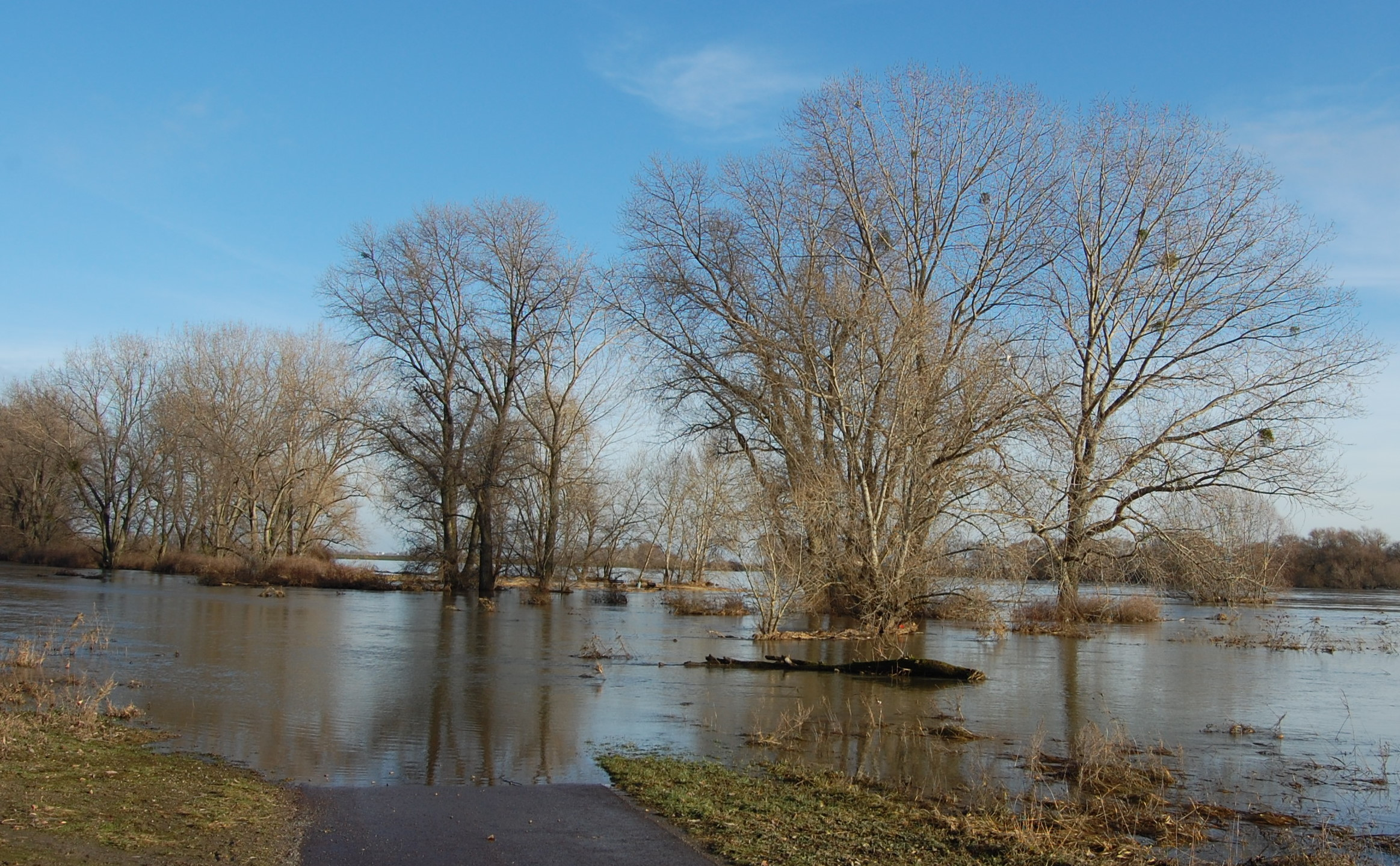
Hochwasser der Elbe im Januar 2011, überspülter Elberadweg

Fermersleben ist ein südlich gelegener Stadtteil von Magdeburg, der Landeshauptstadt von Sachsen-Anhalt. Der Stadtteil ist 337,99 Hektar groß und hat 3.627 Einwohner (Stand 31. Dezember 2024).

## Geografie
Im Osten bildet die Elbe die natürliche Grenze des Stadtteils; die Trennlinie zum nördlich gelegenen Stadtteil Buckau verläuft entlang des Schanzenweges. Hinter dem westlichsten Gleis des in Fermersleben ausgedehnten Schienennetzes des Rangierbahnhofs an der Bahnstrecke Magdeburg–Leipzig beginnt der Stadtteil Hopfengarten. Im Süden grenzt mit der Hermannstraße Salbke an. Während das Fermerslebener Elbufer Höhen um 45 Meter aufweist, steigt das Gelände nach Westen bis auf 58 Meter über dem Meeresspiegel an. Zwischen dem Elbufer und der Bebauungszone liegen die beiden Salbker Seen I und II. In der Vergangenheit lag in der Elbe vor Fermersleben die Insel Katzenwerder. Östlich der Ortslage verläuft die Sülze, in die der kleine Wasserlauf Itschenpitte mündet. Der Buckauer Friedhof mit einer Größe von etwa 7,6 Hektar liegt ebenfalls auf Fermerslebener Gebiet, an der Nordostgrenze zu Buckau. Das bebaute Gebiet bedeckt nur eine Fläche von etwa 0,6 km², also nur etwa 18 Prozent der Stadtteilfläche.
Es wird angenommen, dass sich in der Umgebung von Fermersleben die Dörfer Pretalize und Trumsitze befanden, die noch im Mittelalter zu Wüstungen wurden.

## Infrastruktur
Fermersleben ist eine reine Wohnsiedlung ohne industrielle Ansiedlungen und mit nur wenigen Gewerbebetrieben, liegt aber im Einzugsbereich der westlich und südlich nahegelegenen Gewerbeparks. Dagegen sind mit dem Naherholungsgebiet Salbker Seen und dem Sportkomplex am nördlichen Ende der Straße Alt Fermersleben Freizeitangebote gegeben. Die Art der Wohnbebauung ist unterschiedlich und reicht vom alten Dorfkern um die Mansfelder Straße über die Siedlung Fermersleben aus den 1920/1930er Jahren bis zur 1998 entstandenen Wohnanlage Alt Fermersleben. Der Stadtteil ist über Straßenbahn- und Buslinien an das öffentliche Verkehrsnetz angebunden. An der Elbe befindet sich der Sportboothafen Fermersleben. Entlang des Elbufers führt der westelbische Elberadweg.
Im Stadtteil bestehen sieben Kleingartenvereine (Stand 2013).

## Geschichte

### Vorzeit
Auf dem Gebiet des heutigen Fermersleben wurde bereits in der frühen Jungsteinzeit (um 2000 v. Chr.) gesiedelt, dies haben Ausgrabungsfunde im südlichen Bereich des Stadtteils bewiesen. Im Bereich der Hermannstraße wurden Siedlungsreste aus der frühjungsteinzeitlichen sogenannten Gaterslebener Gruppe festgestellt. In der Zinckestraße wurden Gräber aus der späten Eisenzeit (um 200 v. Chr.) gefunden. Nördlich des Unterhorstwegs fanden sich Scherben slawischen und frühdeutschen Ursprungs die auf die Zeit des 9. oder 10. Jahrhunderts datiert wurden.

### Mittelalter
Das Dorf Fermersleben, in der ersten urkundlichen Erwähnung, der Schenkungsurkunde von König Otto I. für das Magdeburger Moritzkloster von 937, noch „Fridumaresleba“ oder „Fridumarsleve“ genannt, ist seinem Namen nach von deutschen Siedlern gegründet worden. Sein Name bedeutet so viel wie Ort des Fridumar. Das Dorf gehörte zum Nordthüringgau. Im Zusammenhang mit der Gründung des Erzbistums Magdeburg kam Fermersleben 968 in den Besitz des Klosters Berge, das nachweislich 1105 eine Fähre im Ort betrieb. Der Ort dürfte damals direkt an der Elbe gelegen haben, die erst später ihr Bett weiter nach Osten verlagerte. Vermutlich bis in das 10. Jahrhundert war die heute durch die Kreuzhorst fließende alte Elbe der Hauptstrom. Dieser Elbarm floss im weiteren Verlauf direkt an Fermersleben vorbei. Noch bis in das 18. Jahrhundert führte dieser Elbarm Wasser, zuletzt jedoch nur noch bei Hochwasser. Dann nutzte die Sülze, die bis dahin bei Salbke in die Elbe mündete, das alte Flussbett, so dass sich deren Mündung nach Buckau verlagerte.
Zentrum der mittelalterlichen Besiedlung war der Bereich der heutigen Mansfelder Straße, wo auch eine Wehrkirche errichtet wurde. Das Dorf bestand wohl nur aus einer Gasse nördlich der Kirche. Erst der spätere Ausbau des Dorfes erfolgte entlang der Straße Magdeburg-Calbe (Saale)-Leipzig. Im Hochmittelalter gab es im Dorf zwei Sattelhöfe in Klosterbesitz. Durch Hungersnot und Pest in den Jahren 1316 und 1349 verlor Fermersleben ein Drittel seiner Einwohner.
Am 22. Juli 1480 kam es zu einem Vertragsschluss zwischen den Bauern von Buckau und Fermersleben und dem Abt Andreas des Klosters Berge. Die Bauern hatten unberechtigt drei Morgen Acker im Bereich der Brücke über die Sülze oberhalb des sogenannten Judenkevers nördlich des Galgenbergs bei Buckau genutzt, die eigentlich der Buckauer Sankt-Gertrauden-Kirche gehörten. Als Galgenberg wurde das südlich von Buckau gelegene Gebiet der heutigen Schönebecker Straße 82 bezeichnet. Die Bauern gaben den Acker zurück, das Kloster verpflichtete sich, jährlich der Kirche zum Bau einen Gulden aus seinem in der Nähe der Kirche gelegenen Ziegelhof zu geben.

### Neuzeit

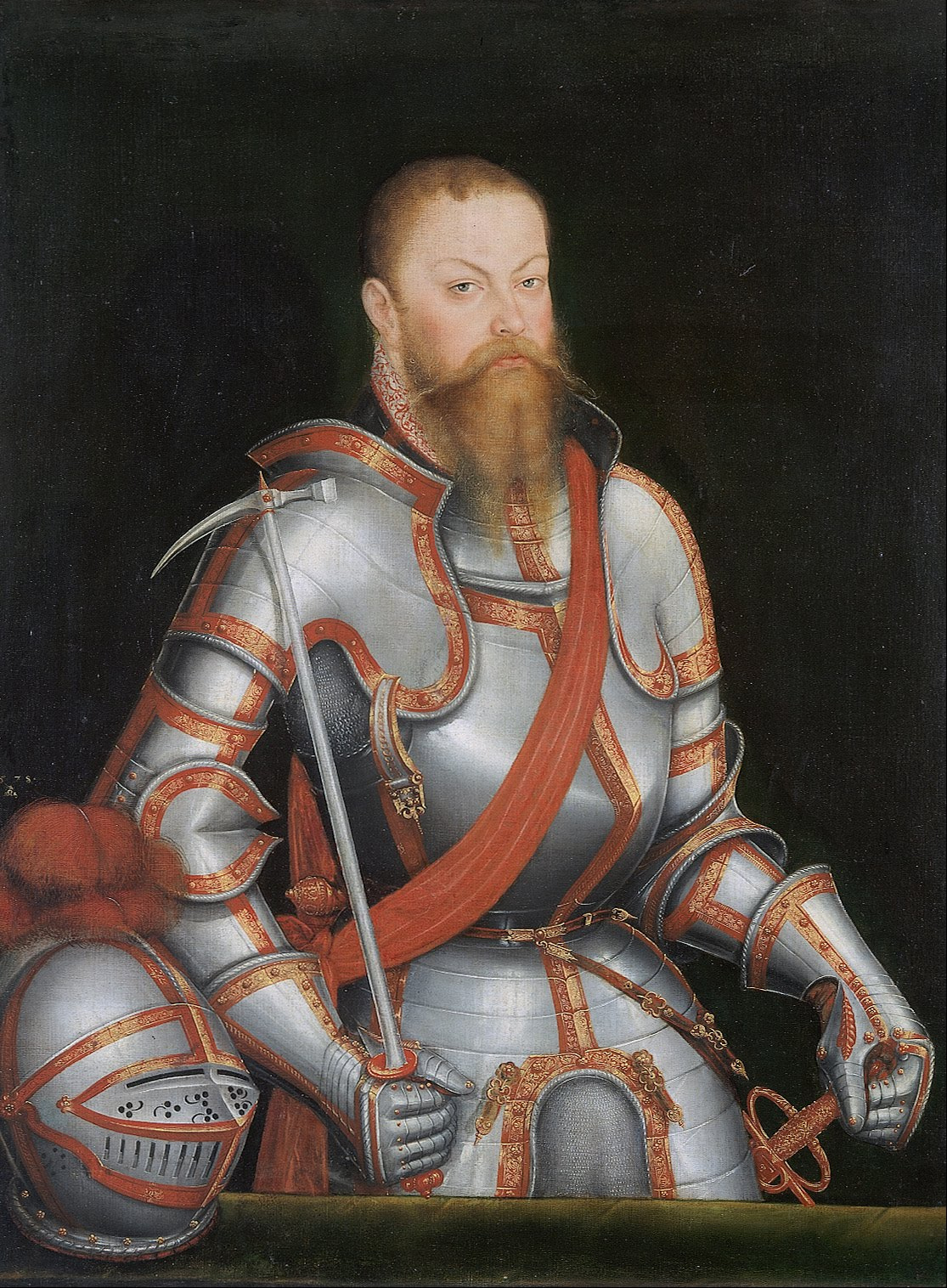
Moritz von Sachsen

Während des Schmalkaldischen Krieges (1546–1551) schlugen die Belagerer der Stadt Magdeburg unter Kurfürst Moritz von Sachsen und Herzog Georg zu Mecklenburg am 4. Oktober 1550 nahe Fermersleben ihr Feldlager auf und verschanzten sich. Während der anschließenden Kampfhandlungen wurden auch Teile von Fermersleben, so etwa die Kirche, zerstört. Es kam auch zu Plünderungen und Brandschatzungen. Am 17. November brachen die Belagerer ihr Feldlager ab und verlegten es auf das Harsdorfer Feld bei Diesdorf. Fermersleben und die Ereignisse um das Lager fanden Erwähnung im Lied Ein Lied von der Stadt Magdeburg, was sich zur Zeit irer Belagerung zugetragen hat, welches nach der Melodie von Es gehet ein frischer Sommer daher gesungen wurde.
Erst 1559 waren die Zerstörungen an den Höfen zumindest ausgebessert und die Zahl der Haushalte wieder auf 20 angestiegen. Der Abt des Klosters Berge entschied 1565 die Fermersleber Kirche nicht wieder aufzubauen, so dass die Fermersleber zum Gottesdienst zum Kloster Berge gehen mussten. Auch die kirchlichen Äcker in Fermersleben wurden direkt dem Kloster angegliedert. Im gleichen Jahr wurde in Fermersleben die Reformation eingeführt. Die erste evangelische Predigt erfolgte am 9. September 1565. Bereits 1570 bauten sich die Fermersleber dann jedoch eine neue Kirche. Ende des 16. Jahrhunderts verlangten die Fermersleber vom Kloster Berge auch die Herausgabe der zuvor dem Kloster zugeschlagenen Ackerflächen. 1598/99 wurde auch Fermersleben erneut von der Pest heimgesucht. Ab dem 16. Jahrhundert unterstand das Dorf der Magdeburger Möllenvogtei.
Im Dreißigjährigen Krieg wurde das Dorf wieder stark in Mitleidenschaft gezogen. Während der Belagerung Magdeburgs 1631 lagerten die kaiserlichen Truppen Tillys im südlichen Teil des Wolfswerders auf Fermersleber Gemarkung. Es bestand auch eine Schanze von der aus bei der Einnahme der magdeburgischen Schanze Trutz Tilly das Feuer auf die aus der Kreuzhorst fliehenden Magdeburger über die Elbe hinweg eröffnet wurde. Fermersleben wurde schwer geplündert und gebrandschatzt. Nach der Erstürmung Magdeburgs wurden Gefangene im Lager Tillys bei Fermersleben festgehalten, um Lösegeld zu erzielen. Darunter befand sich auch der Baumeister Andreas Rudolph. Insgesamt könnten etwa 400 Bürger Magdeburgs im Lager interniert gewesen sein. Die Lebensbedingungen im Lager waren sehr schlecht. Am 14. Mai 1631 brach im Lager ein Feuer aus, wobei es für möglich gehalten wird, dass die Gefangenen selbst das Feuer legten. Im entstandenen Tumult gelang vielen die Flucht, darunter auch dem in Magdeburg gefangen genommenen schwedischen Gesandten Johann Stalmann.
Für das Jahr 1684 sind als Bauermeister und Kirchväter des Dorfs Baltzer Förster, Hans Gommert und Joachim Uterwedde erwähnt.
In dieser Zeit spielt auch die 1814 von Karl Wilhelm Salice-Contessa verfasste Erzählung Vergib uns unsre Schuld in der Fermersleben als Begräbnisort handelnder Personen genannt wird.
Während 1647 im südlich gelegenen Westerhüsen bereits wieder Landwirtschaft betrieben wurde, heißt es über Fermersleben, da stand weder Stumpf noch Stiel. Auch die Kirche wurde erneut zerstört und 1657 wieder aufgebaut. 1681/82 trat wiederum die Pest auf, die viele Menschenleben kostete und dazu führte, dass viele Felder unbestellt blieben. Zwischen dem 1. November 1681 und dem 24. April 1682 starben in Fermersleben 42 Menschen an der Pest, darunter auch der Kantor. Die Zahl der Haushalte hatte sich bis 1683 jedoch über das Vorkriegsniveau auf 25 erhöht.
Die Möllenvogtei berichtete am 22. September 1714 von einem ungewöhnlich großen Fund von Diebesware in einem Fermersleber Bauernhaus. In 100 Kornsäcken und 4 "Laden" wurden bei einer Hausdurchsuchung am 22. August 1714 Geld, Gold, Silber sowie Kirchen- und Haushaltsgerätschaften gefunden.
Im Jahr 1719 kam es in Fermersleben zu einem Großbrand, der zehn Höfe und die Fermersleber Schule zerstörte. 1780 wurden 242 Einwohner gezählt. Es wurde in der Hauptsache Landwirtschaft betrieben, wobei man der Magdeburger Möllenvogtei als Vertreterin des Domkapitels abgabenpflichtig war. Am 24. Juli 1798 kam es zu einem neuerlichen Großbrand in Fermersleben, dem ein Acker-, zwei Halbspänner- und sechs Kossathenhöfe zum Opfer fielen.
Im Januar 1800 war das Ortsbild des 269 Einwohner zählenden Ortes durch Vierseitenhöfe geprägt. Insgesamt gab es 36 Wohnhäuser, von denen 8 Vollspännern, 2 Halbspännern, 15 Kossaten und 11 Eigenhäuslern gehörten. Als katastrophal für Fermersleben erwies sich die Besetzung der Region durch französische Truppen im Jahr 1806. Die französischen Truppen waren am 22. Oktober 1806 bis Fermersleben vorgerückt und hatten hier ihr Lager aufgeschlagen. Am 4. November 1806 wurde der Ort durch auf Magdeburg ziehende napoleonische Soldaten weitgehend niedergebrannt. Die Kirche blieb jedoch erhalten und diente als Pferdestall. In der Schule wurde eine Kaserne eingerichtet. Während der Zeit der französischen Besetzung gehörte Fermersleben zum Kanton Sudenburg des Distrikts Magdeburg des Elbedepartments im Königreich Westphalen. Im November 1813 mussten die französischen Truppen sich vor heranrückenden russisch/preußischen Einheiten in die von den Franzosen gehaltene Festung Magdeburg zurückziehen, wobei es immer wieder zu Ausfällen in die umliegenden Dörfer kam. Fermersleben blieb zunächst noch unter französischer Kontrolle. Der Ort wurde dann größtenteils von der einheimischen Bevölkerung verlassen, da über mehrere Wochen 600 französische Soldaten einquartiert waren und diese sämtliche Lebensmittel verbraucht hatten. Im Zuge der Vorbereitungen zur Übergabe der Festung an Preußen kam es am 26. April, Paris war inzwischen bereits gefallen, zu einem Waffenstillstand. Die Preußen zogen sich vereinbarungsgemäß vorübergehend unter anderem aus Fermersleben, wo sie zwischenzeitlich eingerückt waren, wieder zurück, wobei es der französischen Seite untersagt war, diesen entmilitarisierten Bereich im Umfeld der Festung zu betreten.
Nach brandenburgischer (bis 1806) und französischer Herrschaft (bis 1814) wurde Fermersleben anlässlich der preußischen Gebietsreform 1818 in den Kreis Wanzleben eingegliedert und unterstand dem Amt Salbke. 1815 zählte Fermersleben 270 Einwohner in 62 Haushalten, 1818 dann 300 Bewohner. Bis 1840 war die Zahl bereits auf 452 angewachsen, wobei alle Einwohner evangelischer Konfession waren. In dieser Zeit gab es in Fermersleben vier Gasthöfe und eine Windmühle. Es wurden 1733 Morgen Äcker und Wiesen bestellt.
Im Jahr 1807 wurde die Gemeinde Fermersleben verklagt, sich an den Baukosten geistlicher Gebäude in Buckau zu beteiligen. Die kirchlichen Gemeinden beider Orte waren seit langem verbunden. Am 14. August 1807 entschied das Gericht jedoch zu Gunsten Fermerslebens, dass eine Verpflichtung der Gemeinde nicht besteht.

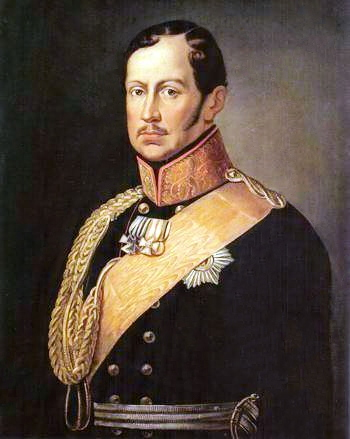
Friedrich Wilhelm III.

Am 2. September 1825 besuchte der preußische König Friedrich Wilhelm III. eine Parade mit anschließendem Manöver des 4. Armee-Corps bei Fermersleben. Es waren bei gutem Wetter 24½ Bataillone Infanterie und 28 Schwadrone Kavallerie angetreten sowie 30 Geschütze aufgefahren. Der Parade- und Manöverplatz lag zwischen Leipziger Chaussee und Schönebecker Straße auf Fermersleber Gemarkung. Der König soll sich zufrieden geäußert haben. Die Truppen standen unter dem Befehl des Prinzen Carl von Preußen und befanden sich bereits seit einigen Wochen in der Nähe in einem Lager zwischen Benneckenbeck und der Leipziger Chaussee.
Im Jahr 1830 erhielt die Gemeinde Fermersleben für im Krieg im Jahr 1813 geleistete Lieferungen eine Rückerstattung.
Für das Jahr 1831 wurde ein Unglücksfall mitgeteilt. Die 1805 in Fermersleben geborene Marie Elisabeth Heinrich, geborene Schneidewind ertrank bei Fermersleben in der Elbe.

### Industrialisierung

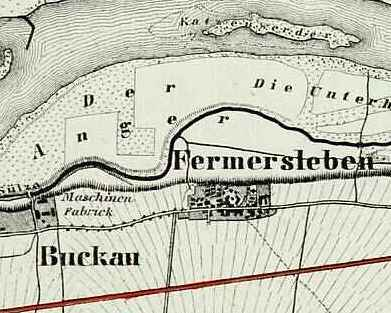
Fermersleben auf einer Karte von 1841, oben (Osten) ist noch die Insel Katzenwerder in der Elbe zu erkennen, die Sülze fließt noch im ursprünglichen Bett, die Salbker Seen sind nicht vorhanden, links (Norden) Buckau mit der Maschinenfabrik Buckau, unten (Westen) verläuft die erst neu entstandene Eisenbahnlinie, bei dem am Nordende des Dorfes nach Westen verlaufenden Weg dürfte es sich um die Liststraße handeln

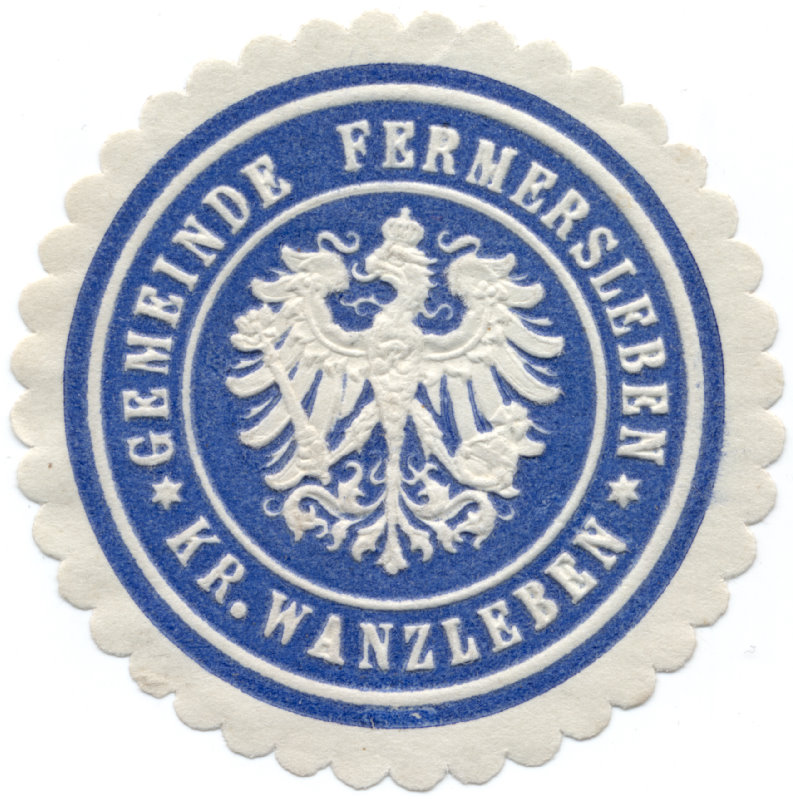
Siegelmarke der Gemeinde Fermersleben

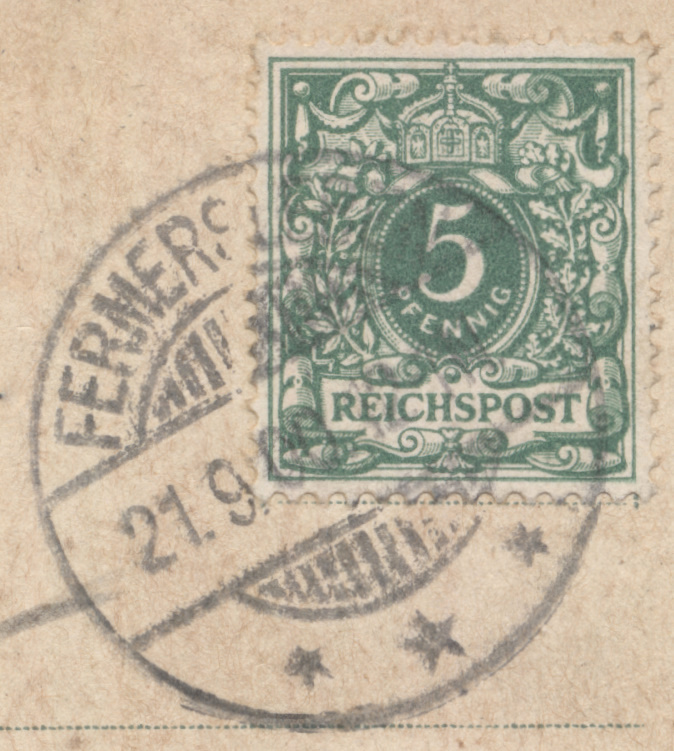
Fermersleber Poststempel aus dem Jahr 1900

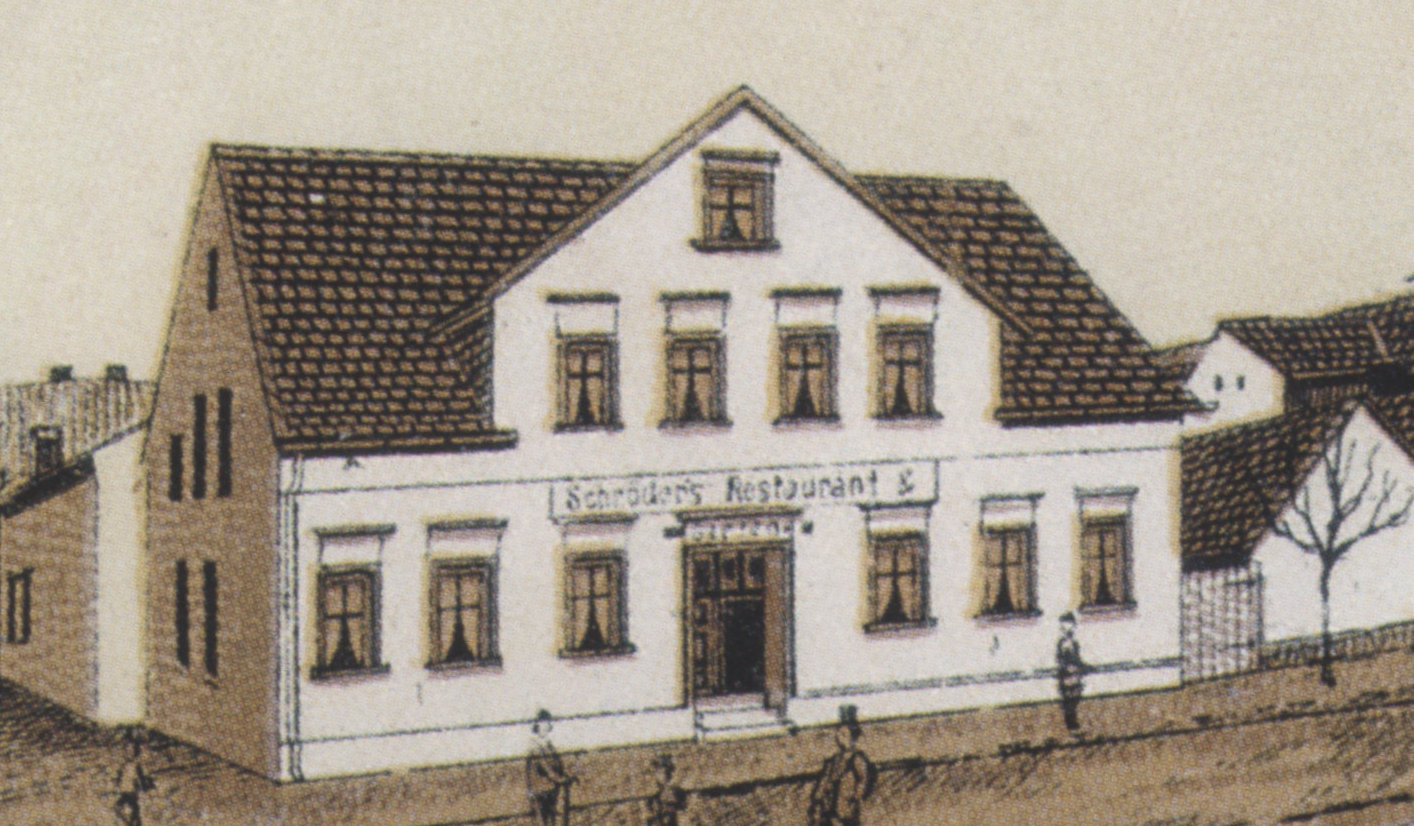
Restaurant Schröder`s im Jahr 1903, an der Adresse Schönebecker Straße 38 / Ecke Mertensstraße; Heute (Stand 2013) dient das erhaltene Gebäude als Sitz der Firma MBL Metallbau Lösecke (Alt Fermersleben 37)

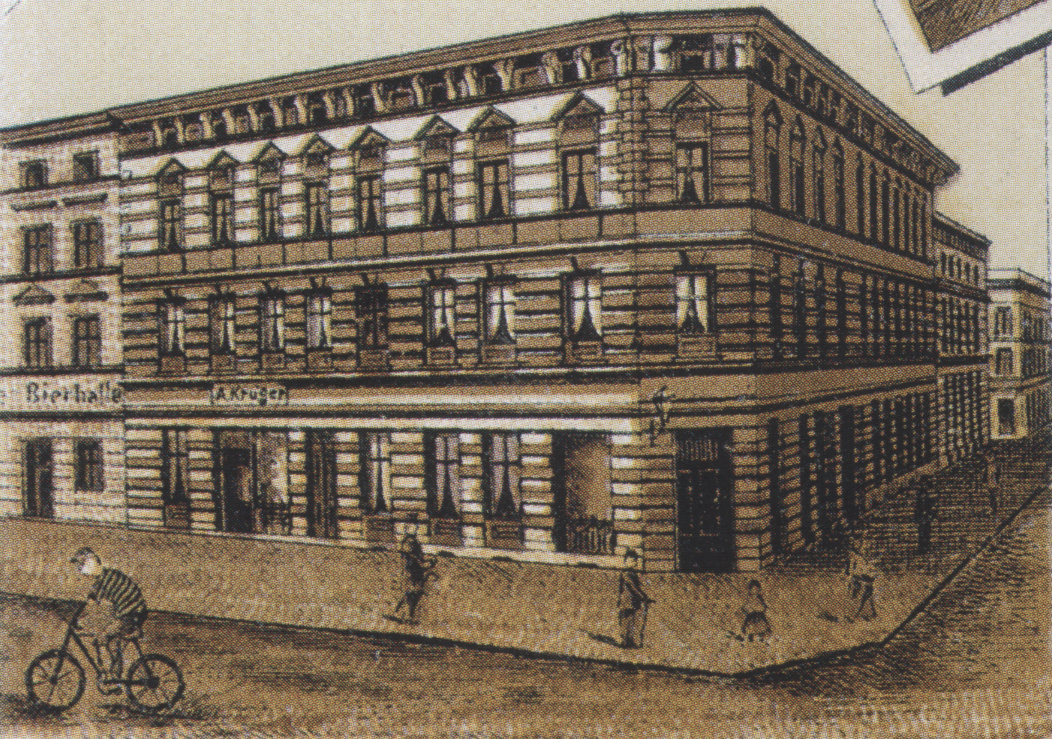
Heutiges (Stand 2013) Haus Alt Fermersleben 38 auf einer Postkarte von 1903, vermutlich mit der Buchbinderei von Emil Krüger, im Nachbarhaus wahrscheinlich Bierhalle von Heinrich Grunow

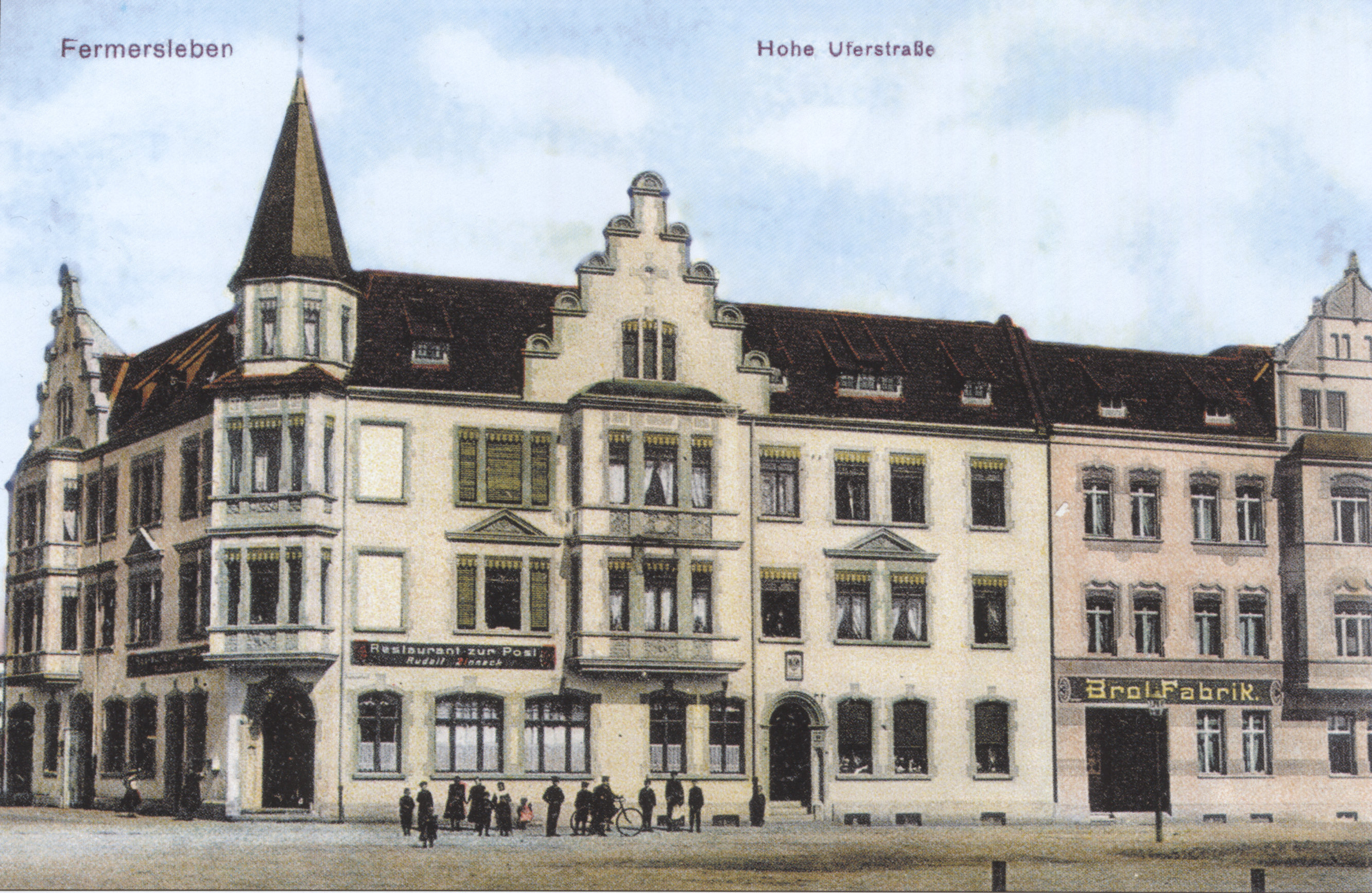
Blick auf die Ecke Hohe Uferstraße im Jahr 1909, im Haus das Restaurant Zur Post, heute (Stand 2013) Standort der Fermersleber Apotheke

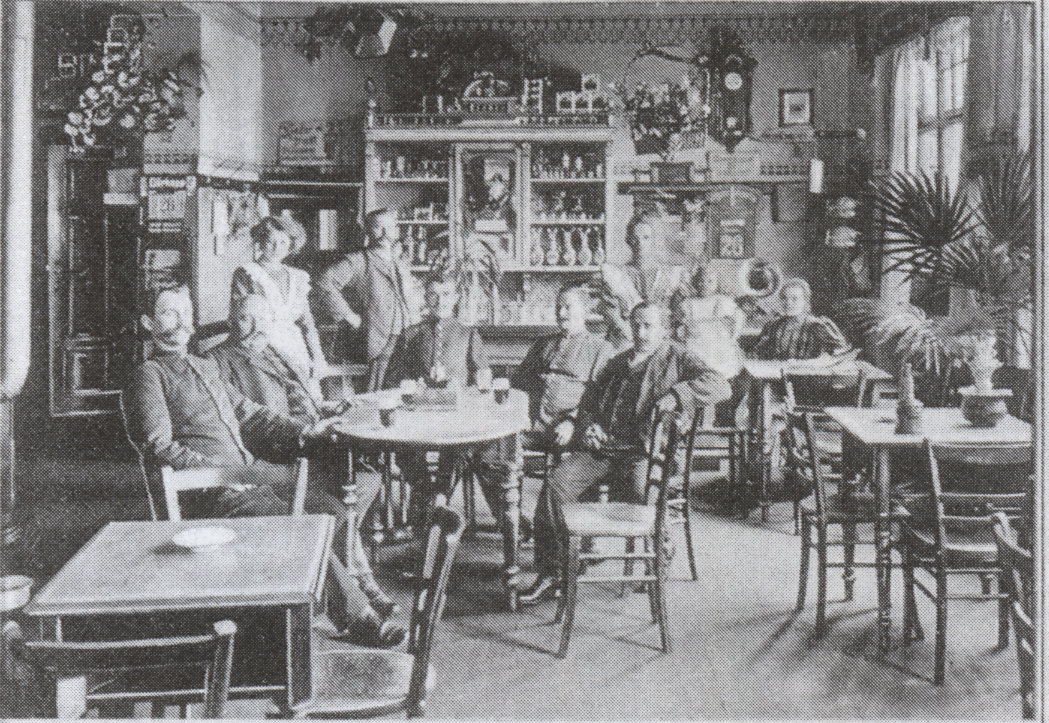
Innenraum des Restaurant Zur Post auf einer Postkarte von 1910

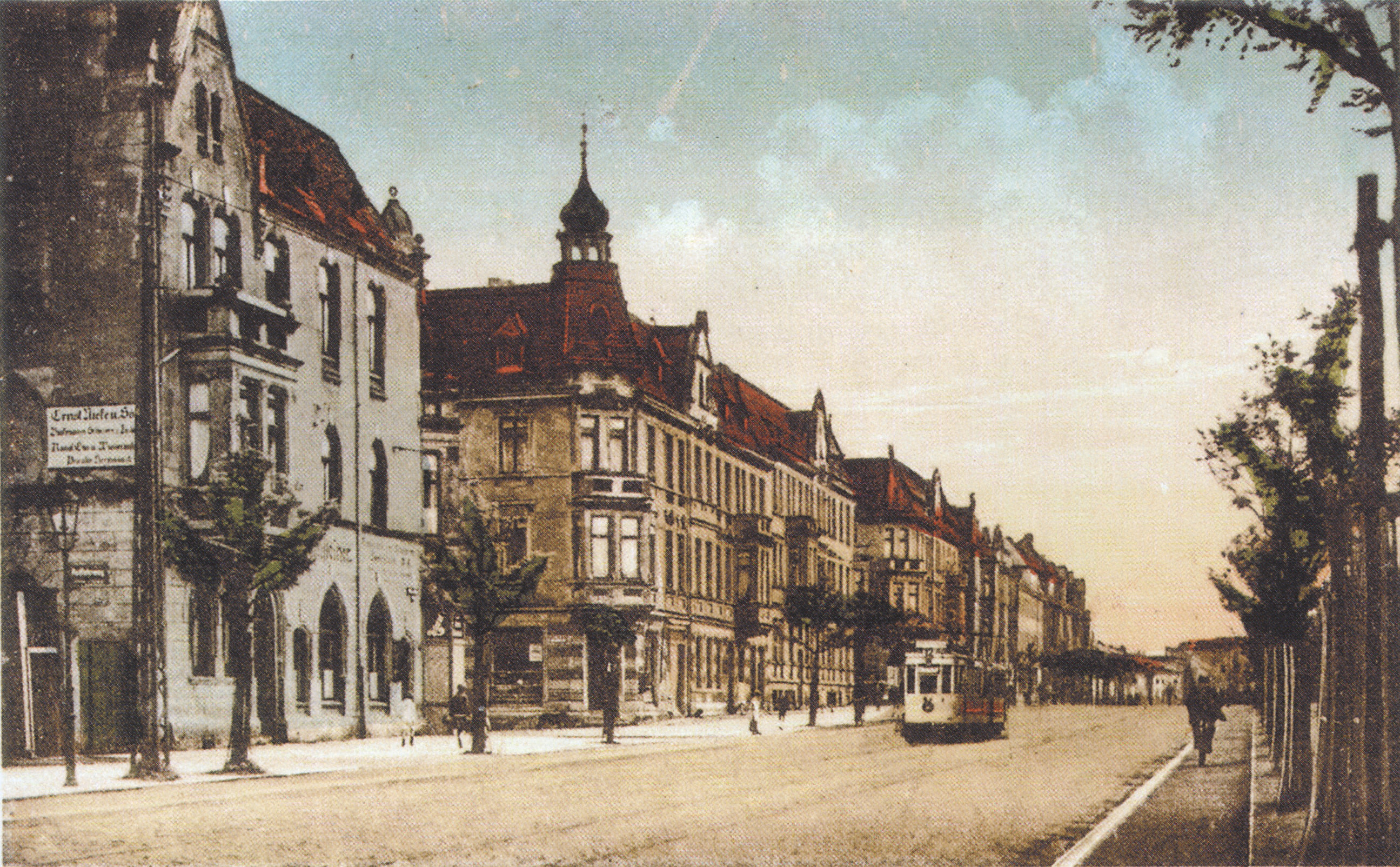
Blick nach Süden auf Alt Fermersleben/Ecke Mahrenholtzstraße im Jahr 1910, links das Haus in dem sich heute (Stand 2013) die Gaststätte Jahncke befindet, Gebäude insbesondere in ihrer Dachstruktur heute verändert aber erhalten. Der nördlich des alten Ortskerns gelegene Bereich wurde als Eber bezeichnet.

Ein radikaler Wandel der Ortsstruktur trat mit dem Beginn der Industrialisierung im ersten Drittel des 19. Jahrhunderts ein. Vom benachbarten Buckau aus dehnten sich Industrieanlagen immer weiter nach Süden aus und beeinflussten so auch den Fermerslebener Raum. Die Schaffung einer Vielzahl von neuen Arbeitsplätzen in der unmittelbaren Nähe verursachte auch in Fermersleben einen regen Wohnungsbau, zunächst längs der Hauptstraße, der heutigen Straße Alt Fermersleben. In dem Zeitraum von 1840 bis 1900 verzehnfachte sich nahezu die Bevölkerungszahl von 452 auf 4.245. In der in den 1850er Jahren vom Botaniker Paul Ascherson erarbeiteten Übersicht über die Flora der Region Magdeburg wird allerdings auch noch Fermersleben und insbesondere die heutige Hauptstraße als Standort von Pflanzen erwähnt. So wird das Vorkommen von Gelbem Wau an der Chaussee zwischen Buckau und Fermersleben sowie Gefleckter und Stern-Flockenblume an der Chaussee nach Salbke aufgeführt. Darüber hinaus wird für Fermersleben das Vorkommen von Spießblättrigem Tännelkraut aufgelistet. 1866 wurde, für die Botaniker überraschend, am Schwalbenufer bzw. dem Hohen Ufer zwischen Buckau und Fermersleben der als sehr selten bezeichnete Felsen-Gelbstern gefunden.
Die ab 1838 gebaute Bahnstrecke Magdeburg–Leipzig wurde nur etwas westlich der Ortslage angelegt und am 29. Juni 1839 eröffnet. Gerade der Bau der Bahnstrecke war ein wesentlicher Aspekt der Industrialisierung. Am 19. August 1841 gegen 21.00 Uhr, nach anderen Angaben bereits am 18. August 1841 kam es jedoch in der Nähe von Fermersleben zu einem Eisenbahnunglück. Bei Nebel hielt ein Bahnwärter ein weißes Nachtsignal, welches die Abfahrt eines Zuges signalisierte, für ein rotes Signal, welches die Herbeirufung einer Hilfsmaschine forderte und gab das falsche Signal weiter. Es wurde daher aus Buckau eine nicht erwartete oder benötigte Hilfsmaschine in Richtung Schönebeck geschickt, die bei Fermersleben mit dem von Schönebeck nach Magdeburg fahrenden Abendzug zusammenstieß. Sechs Personen wurden dabei schwer verletzt. Drei von ihnen, ein Lokomotivführer, ein Feuermann und ein Schaffner, erlagen ihren Verletzungen. Bei einem der überlebenden Schwerverletzten handelte es sich um den Vorsitzenden des Eisenbahndirektoriums, Stadtrat Jean Jacques Cuny. Cuny verstarb jedoch zwei Jahre später ebenfalls an seinen Verletzungen. Er stand zum Unfallzeitpunkt in der Lokomotive des Abendzuges. Einige Passagiere des Zuges zogen sich leichte Verletzungen zu. Nach einer anderen Angabe verstarben vier Eisenbahnbeamte, sechs weitere Personen wurden verletzt.
1845 entstand auf der Gemarkungsgrenze zwischen Buckau und Fermersleben eine vom Müller Wolter erbaute Windmühle. Im Jahr 1855 war auch Fermersleben von der Cholera betroffen. Zwischen Juni und Oktober 1855 starben 16 Einwohner an der Krankheit.
Von 1866 bis um 1920 bestand nördlich der Ortslage das zur Festung Magdeburg gehörende Fort I. 1871 starb im Alter von 78 Jahren der Fermersleber Schulze Joh. Andr. Mahrenholtz. Sein Amtsnachfolger wurde sein Schwiegersohn Kleinau. Ab dem 1. Oktober 1879 gehörte Fermersleben zum Gerichtsbezirk des neu gebildeten Amtsgericht Buckau.
Im Jahr 1882 gab es in Fermersleben noch zwei Windmühlen. An der Ecke Comeniusstraße/Ecke Reichweinstraße ist mit der Bockwindmühle Fermersleben eine der Mühlen noch in Resten erhalten.
Am 29. August 1886 erschoss der Fermersleber Arbeiter Pust in der Buckauer Feldstraße, der heutigen Karl-Schmidt-Straße, seine aus Buckau stammende Braut Anna Milteis. Pust wurde für die Tat zum Tode verurteilt.
1902 errichtete die Konsumgenossenschaft Neustadt eine als Lager bezeichnete Verkaufsstelle in Fermersleben.
Das in Deutschland aufkommende Kleingartenwesen fand auch in der Fermersleber Gemarkung seinen Niederschlag. Im Jahr 1906 entstand zwischen Eisenbahn und Fort I als erste Gartensparte eine Buckauer kleine Gärten-Anlage, die heutige Kleingartenanlage Fort 1. Ihrer Benennung und unmittelbarer Lage an der Gemarkungsgrenze zu Buckau nach, sollte sie vermutlich vor allem Buckauern dienen. 1922 erfolgte eine Erweiterung um die Anlage Dreieck. 1930 wurde dann schließlich die größere Anlage Am Steinlagerplatz gegründet.
Zu Fermersleben gehörte auch der weit westlich des Orts, direkt an der Straße nach Leipzig gelegene Gasthof Schwan.
Im westlichen Teil der Fermersleber Feldflur, die direkt an die Lemsdorfer Feldflur grenzte, entstand die neue Siedlung Hopfengarten, die heute einen eigenen Stadtteil Magdeburgs darstellt. Der Bau erfolgte durch die am 22. Januar 1909 im Kristallpalast gegründete Baugenossenschaft Gartenstadt Hopfengarten. Ein erster Bebauungsplan der Gartenstadt Hopfengarten wurde am 5. März 1909 vom Magdeburger Architekten Heinrich Geiling vorgestellt. Vorab hatte eine Kommission bestehend aus Professor Albinmüller, Gartenarchitekt Bauer und dem Arzt Edgar Mayer den Plan begutachtet. Der endgültige Plan wurde vom Architekten Franz Amelung am 26. August 1909 zur Genehmigung eingereicht und das Baugrundstück mit einer Fläche von 83.045 m² im Oktober 1909 von der Stiftung Kloster Berge zu einem Preis von 1,40 Mark je Quadratmeter erworben. Später erfolgten noch Ankäufe von weiteren 73.195 m². Der tatsächliche Baubeginn und die Aufteilung der Grundstücke verzögerte sich, da im Zuge der Eingemeindung Fermerslebens nach Magdeburg sich Verzögerungen bei Fragen der Ansiedlungsgenehmigung ergaben.
Am 1. April 1910 erfolgte die Eingemeindung des zu diesem Zeitpunkt 6.271 Einwohner zählenden Ortes Fermersleben nach Magdeburg. Mit der Eingemeindung wurden diverse Straßen Fermerslebens umbenannt, um eine doppelte Benennung innerhalb Magdeburgs zu vermeiden. So wurde aus der Schönebecker Straße die Straße Alt Fermersleben, die Feldstraße zur Herbertstraße und später zur Herbartstraße. Die Kirchstraße wurde in Mansfelder Straße umbenannt, die Schulstraße in Ascherslebener Straße und die Weststraße in Puttkamerstraße und später in Comeniusstraße. Die Mühlenstraße wurde zur Friedrichsruher Straße und letztlich zur Reichweinstraße. Der Name des benachbarten Mühlenwegs wurde erst in Varziner Straße, später in Rousseaustraße geändert. Auch die Wilhelmstraße wurde umbenannt und heißt seitdem Mariannenstraße. Die Bezeichnung Otterslebener Weg wurde zunächst beibehalten. Später, vermutlich im Zusammenhang mit der Eingemeindung Diesdorfs nach Magdeburg, wurde sie in Am Hopfengarten und später in Friedrich-List-Straße verändert. Die teilweise erfolgten erneuten Umbenennungen wurden durchgeführt, da Benennung wie die nach dem preußischen Kultusminister Robert Viktor von Puttkamer oder dem ehemaligen bismarckschen Landgut Varzin in Hinterpommern in der Zeit der DDR politisch nicht mehr gewünscht waren. Ein Kuriosum stellt dabei die Neubenennung der zunächst nach dem preußischen Staatsminister Herbert von Bismarck benannten Herbertstraße dar, die durch den Austausch nur eines Buchstabens jetzt auf den Pädagogen Johann Friedrich Herbart verweist.
An der Adresse Alt Fermersleben 34 befand sich das prächtig gestaltete Rathaus Fermersleben, welches jedoch nicht erhalten ist. Auch noch nach der Eingemeindung waren hier Verwaltungsstellen wie ein Verwaltungsbüro, das Standesamt, die Biersteuer-Meldestelle, die Sparkasse und die Steuerkasse untergebracht. Negativ wirkte sich die Eingemeindung auf die Freiwillige Feuerwehr Fermersleben aus. Zunächst kam die städtische Berufsfeuerwehr nur zum Einsatz, wenn die örtlichen Kräfte nicht ausreichten. Nach einigen Jahren zeigte sich jedoch aufgrund der unterschiedlichen Ausrüstungen, dass die Berufsfeuerwehr effektiver war. Die Fermersleber Feuerwehr konnte nach umständlicher Alarmierung nur mit Handzug zum Einsatzort kommen, während die städtische Berufsfeuerwehr bald mit motorisierten Löschzügen anrückte. Diese Situation führte, wie auch in anderen Vororten zur Auflösung der lokalen Feuerwehr. Zumindest bestand sie 1926 nicht mehr.
Im Eingemeindungsvertrag wurde eine Klausel vereinbart, wonach der im Stadtgebiet übliche Schlachthauszwang für Fermersleben bis zum 31. März 1920 ausgesetzt blieb.
Anfang des 20. Jahrhunderts bestand in Fermersleben sowohl ein Geschäft des in Schönebeck ansässigen Konsumvereins Biene als Suchdetails Konsumvereins Magdeburg. Nach der Eingemeindung wurden die Vereine zum 1. Januar 1912 verschmolzen, der eines der Geschäfte weiter führte.
Die Maschinenfabrik Buckau R. Wolf dehnte ihr auf Salbker Gemarkung gegründetes Werk nach Fermersleben aus. Es entstanden viele Mietskasernen aber auch bürgerliche villenartige Wohnhäuser. Noch unmittelbar vor dem Ersten Weltkrieg ließ eine Baugenossenschaft nördlichen des alten Ortskerns in der Faberstraße, auf dem sogenannten Eber eine erste Wohnsiedlung errichten, die 1914 fertiggestellt war.
1911 gründete sich der Schwimm- und Ruderverein Fermersleben, der nach wechselvoller Geschichte noch heute als Wassersportverein Buckau-Fermersleben besteht. Ein weiterer Verein in dieser Zeit war der Erste Schwimmclub Fermersleben.
Am 1. August 1914 erfolgte die Mobilmachung Deutschlands zum Ersten Weltkrieg, was auch von der Fermersleber Bevölkerung begrüßt wurde. Bereits am 4. August 1914 fanden in Fermersleben Einquartierungen von Soldaten statt. Kriegsbedingt wurde in Fermersleben eine Kinderbetreuung in Form einer Bewahranstalt bzw. eines Hortes organisiert. 1916 trat die Diphtherie bei Kindern in den südöstlichen Stadtteilen Magdeburgs verstärkt auf.

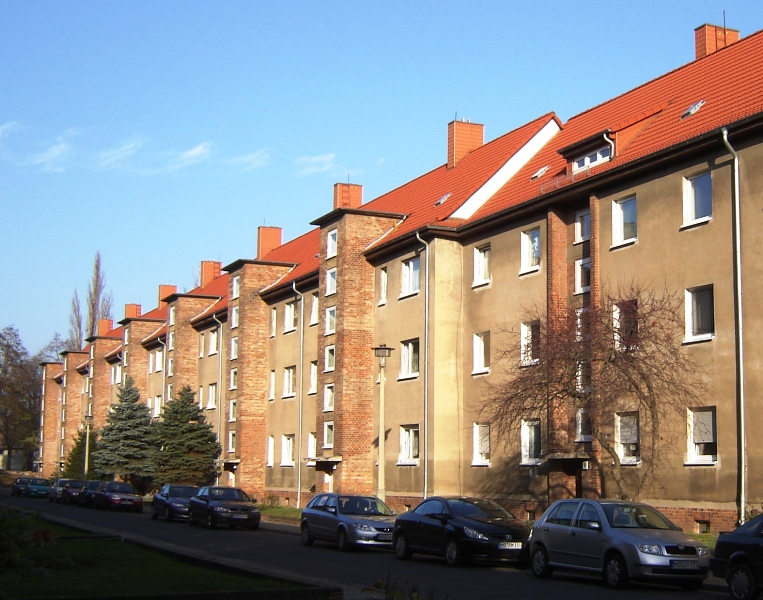
Straße Am Klosterfeld in der Siedlung Fermersleben

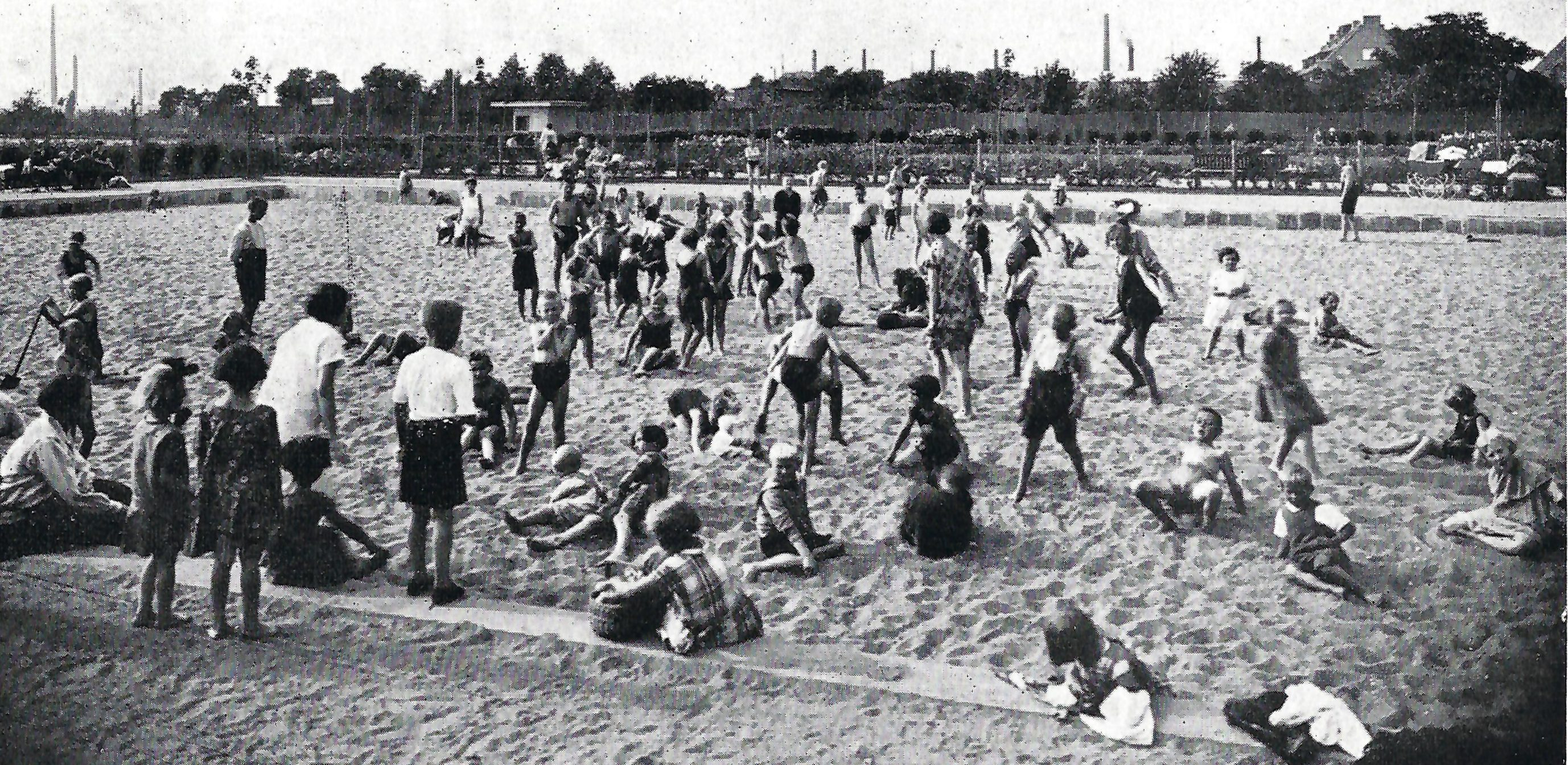
Sandgrube auf dem Gelände des ehemaligen Fort I in den 1920er Jahren

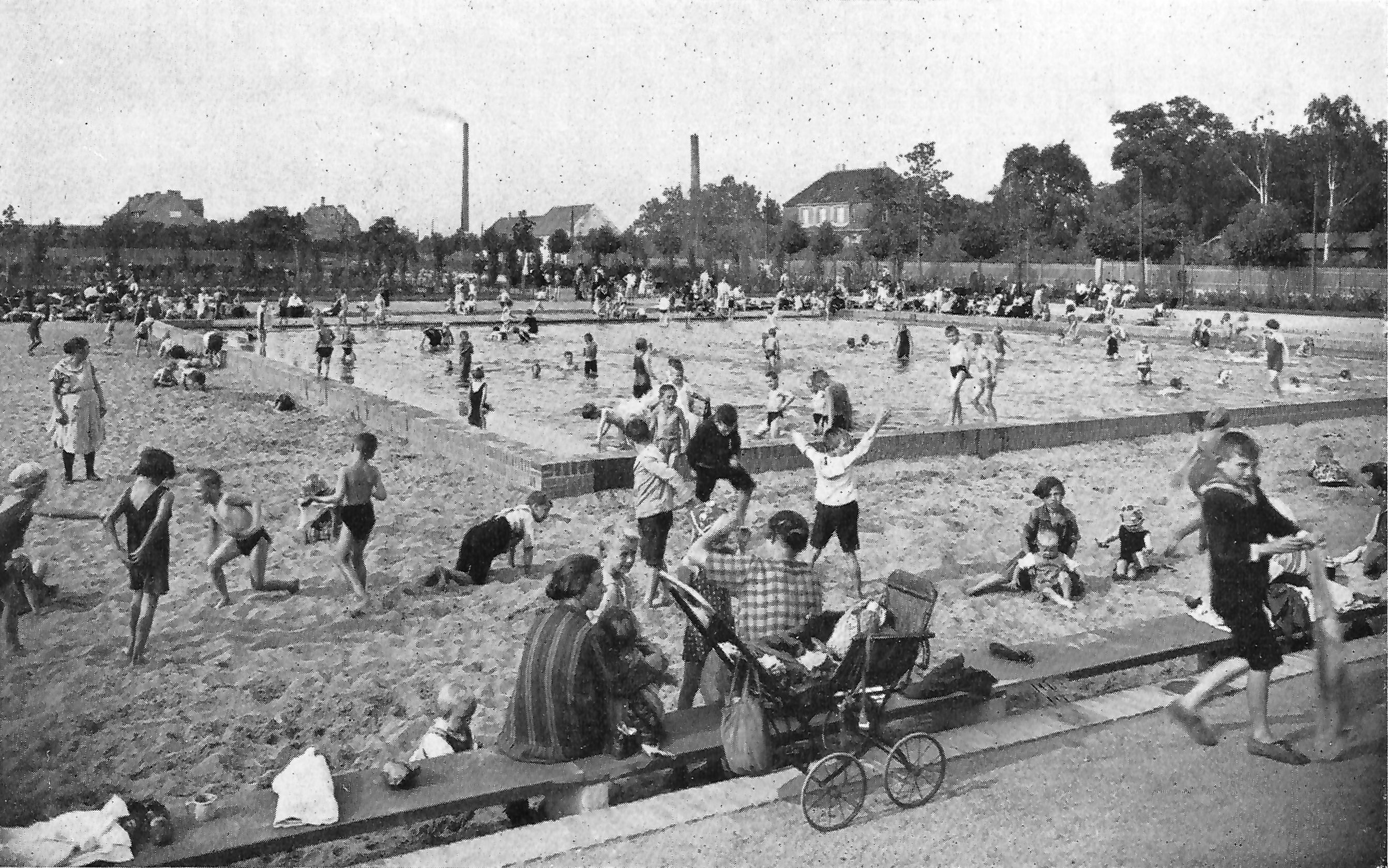
Planschwiese, östlich der Sandgrube

Nach dem Ersten Weltkrieg wurde der Wohnungsbau fortgeführt. Zunächst errichtete man im Bereich der Felgeleber Straße Behelfswohnungen. Zwischen 1920 und 1938 entstand im Rahmen der Wohnungsbauprogramme der Weimarer Republik und des Dritten Reichs die Siedlung Fermersleben, eine größere Wohnsiedlung nördlich und südlich der Felgeleber Straße, an der auch der bekannte Magdeburger Architekt Carl Krayl beteiligt war. Auf dem Gelände des ehemaligen Mahrenholzhofes richtete der damalige Eigentümer Heinrich Böwe 1916 ein Kinematographentheater mit 347 Sitzen ein. Am 20. Oktober 1921 erhielt der Apotheker Ludwig Paull die Konzession zum Betrieb einer Apotheke. Die Fermersleber Apotheke wurde dann am 1. Februar 1922 eröffnet. Zuvor befand sich an dieser Stelle das Restaurant Zur Post und eine Postagentur, beides betrieben von Rudolf Zinneck. Im Herbst 1922 brannte die Badeanstalt Michaelis an der Elbe ab, wurde jedoch wieder aufgebaut.
Am 25. Oktober 1920 führte der damals 19-jährige Erich Ollenhauer, später langjähriger Vorsitzender der SPD, eine Jugendversammlungin Fermersleben durch. Im Wahlkampf zu den preußischen Landtagswahlen sprach am 12. Februar 1921 der anhaltische Staatsrat Richard Paulick (SPD) im Gasthaus Stiller.
Am 29. Juli 1921 wurde um 17.00 Uhr der bis dahin für Müll und Asche genutzte Platz am Elbweg geschlossen, da er keine freien Kapazitäten mehr hatte. Als Ersatz stand ab dem 2. August 1921 ein Teil der ausgebeuteten städtischen Kiesgrube am Katzenwerder zur Verfügung. Diese neue Mülldeponie war über den Elbweg erreichbar und zwei Mal in der Woche geöffnet. Bei Hochwasser der Elbe blieb sie geschlossen.
Immer wieder kam es in der Elbe zu tödlichen Badeunfällen bzw. Leichenfunden. So wurde am 7. Juli 1921 unterhalb von Fermersleben eine männliche Leiche angespült.
Für den 16. August 1923 wird von einem Wirbelsturm berichtet, der auf den Elbwiesen wütete und das Clubhaus des Freien Wassersportvereins im Bereich des Katzenwerders zerstörte, wobei es mehrere Verletzte gab. Seit dem 6. September 1926 verlief die Straßenbahnlinie Magdeburg – Schönebeck auch durch Fermersleben. Bei einer Straßenverbreiterung im Zuge des Baus wurde das historische Steinkreuz Fermersleben entfernt und vermutlich zerstört.
Auf dem Gelände des ehemaligen Fort I entstand 1926/27 eine Sportanlage mit zwei Sportplätzen und Sanitärgebäuden. Auf den Zuschauertribünen war Platz für 11.000 Zuschauer. Zu den die Anlage nutzenden Vereinen gehörte der Männerturnverein Fermersleben von 1888 der über Abteilungen für Handball, Faustball und Turnen verfügte. Auch die sich dem Handball widmenden Vereine Arbeitersportverein Vorwärts Fermersleben und Sportclub Fermersleben nutzten die Anlage. Der 1919 gegründete Verein Rasensport Buckau kam Anfang der 1930er Jahre hinzu. Sportlicher Höhepunkt war 1928 das Endspiel um die Deutsche Feldhandball-Bundesmeisterschaft des Arbeiter-Turn- und Sportbundes, in dem Vorwärts Fermersleben gegen Ottakring Wien 2:4 unterlag. Auch in späteren Jahrzehnten wurde höherklassiger Handball in Fermersleben gespielt, was dem Ortsteil den Beinamen Handballdorf einbrachte.
Anfang April 1932 führte die NSDAP im politisch stark sozialdemokratisch und kommunistisch geprägten Arbeiterviertel eine Wahlkampfversammlung für den zweiten Wahlgang der Reichspräsidentenwahl 1932 durch, in deren Folge es zu einer Saalschlacht mit Angehörigen der antifaschistischen Eisernen Front kam, in der die Nationalsozialisten jedoch die Oberhand gewannen.

### Nationalsozialismus und Zweiter Weltkrieg
In der Zeit des Nationalsozialismus wurde an einem 1. Mai von Reinhold Julius auf dem Fermersleber Sportplatz im Protest gegen die nationalsozialistische Gewaltherrschaft eine rote Fahne gehisst. Bis 1933 war die Einwohnerzahl Fermerslebens auf 9008 angestiegen. Mit dem Abschluss der Baumaßnahmen in der Siedlung Fermersleben erreichte der Stadtteil 1938 mit mehr als 10.000 Einwohnern seine höchste Einwohnerzahl. Zumindest ab Dezember 1932 bestand am Elbweg in Fermersleben ein Rastplatz für Sinti. Auf Beschluss der NS-Stadtverwaltung vom 4. März 1935 wurde das Lager im Mai 1935 in den Norden Magdeburgs verlegt, wobei sich die Lebensbedingungen der Bewohner erheblich verschlechterten. In Fermersleben waren an mehreren Orten Zwangs- und Fremdarbeiter sowie Kriegsgefangene untergebracht. Der Saal des Gesellschaftshauses Stillers an der Adresse Alt Fermersleben 32 diente in dieser Zeit zunächst als Unterkunft für deutsche Pflichtarbeiter und wurde dann zur Unterbringung von Kriegsgefangenen genutzt, die bei der Buckau-Wolf in Salbke arbeiteten. Ebenfalls in Zusammenhang mit diesem Werk bestand ein Arbeitslager für russische Kriegsgefangene an der Adresse Am Hopfengarten 8, der heutigen Friedrich-List-Straße. Fremd- und Zwangsarbeiter der Deutschen Reichsbahn waren in der Felgeleber Straße untergebracht. Während des Zweiten Weltkrieges bestand an der Mertensstraße eine nur primitiv ausgestattete Unterkunft für zwangsverpflichtete Fremdarbeiter, die in der Maschinenfabrik Buckau R. Wolf arbeiten mussten.
Westlich der Straße Alt-Fermersleben, etwa gegenüber der Einmündung der Sophienstraße, befand sich auf dem Betriebsgelände von Buckau-Wolf, zumindest ab 1941 und wohl bis 1943, der IV. leichte Flakzug 5/124, der insbesondere zur Objektverteidigung des Werks vorgesehen war. Eine weitere leichte Flakstellung befand sich auf dem heutigen Gebiet des Salbker See I. Fermersleben war im Zweiten Weltkrieg von Kriegszerstörungen sowohl durch Bombenangriffe als auch durch Kampfhandlungen am Boden betroffen. Bereits 1942 soll eine Brandbombe die Elbbadeanstalt Michaelis getroffen haben, deren schwimmender Prahm dabei zerstört wurde. Nach anderen Angaben erfolgte die Zerstörung erst 1944. Ein Bombenangriff von dem auch Fermersleben betroffen war, fand am 21. Januar 1944 zwischen 23.15 und 23.34 Uhr statt. Am 2. Februar 1945 erfolgte zwischen 20.01 und 20.08 Uhr ein Luftangriff auf Magdeburg-Südost, der jedoch keine Todesopfer forderte. Weitere Angriffe fanden am 13. Februar und 14. Februar 1945 statt. Auf dem Rangierbahnhof explodierende Güterzüge führten jedoch unter anderem an der Martin-Gallus-Kirche zu Schäden. Am 14. April 1945 sprengten Kommandos der Wehrmacht ab 13.00 Uhr zwischen Fermersleben und Buckau stehende Munitionszüge, die unter anderem mit Seeminen beladen waren. Die Detonationen erschütterten über Stunden die umliegenden Wohngebiete. Etwa in diesem Zeitraum ereigneten sich in Fermersleben auch Kampfhandlungen. Mit auf dem Buckauer Friedhof stehenden Geschützen wurden um den 15./16. April aus Salbke und Fermersleben auf Buckau vorstoßende US-amerikanische Truppen beschossen. Auch die Sportanlage hatte durch Kriegsereignisse Beschädigungen erlitten.

### Zeit der DDR
Nach der Besetzung Fermerslebens entstand, wie auch in anderen abgelegenen Stadtteilen, eine lokale Bezirksbürgermeisterei, da die kommunalen Behörden nicht bzw. nicht in ausreichendem Maße tätig werden konnten. Mitte Mai 1945 wurde diese provisorische Struktur von Oberbürgermeister Otto Baer wieder aufgelöst, da „der Verkehr mit diesen Vororten frei geworden...und die städtischen Behörden wieder arbeitsfähig“ waren.
In der Nachkriegszeit wurde die Sportstätte wiederaufgebaut und in Platz der Freundschaft umbenannt. Die Nutzung erfolgte durch die BSG Motor Südost Magdeburg, dem späteren Fermersleber SV 1895. Der Fährbetrieb der Fähre Fermersleben wurde 1959 eingestellt. 1960 entstand im Bereich des Katzenwerders an der Elbe der Sportboothafen Fermersleben.
In der Zeit der DDR trat bei vielen Gebäuden eine deutliche Verschlechterung der Bausubstanz ein. Ein 1967 entworfener Generalbebauungsplan für Magdeburg sah dann auch unter anderem für Fermersleben den Abriss zahlreicher Wohnungen insbesondere des alten Ortskerns vor. Dieses Vorhaben kam jedoch wegen des andauernden Wohnraummangels nicht zur Ausführung. Positiv für Fermersleben wirkte sich der Ausbau der Salbker Seen zu einem Naherholungsgebiet aus.

### Nach der Wende von 1989

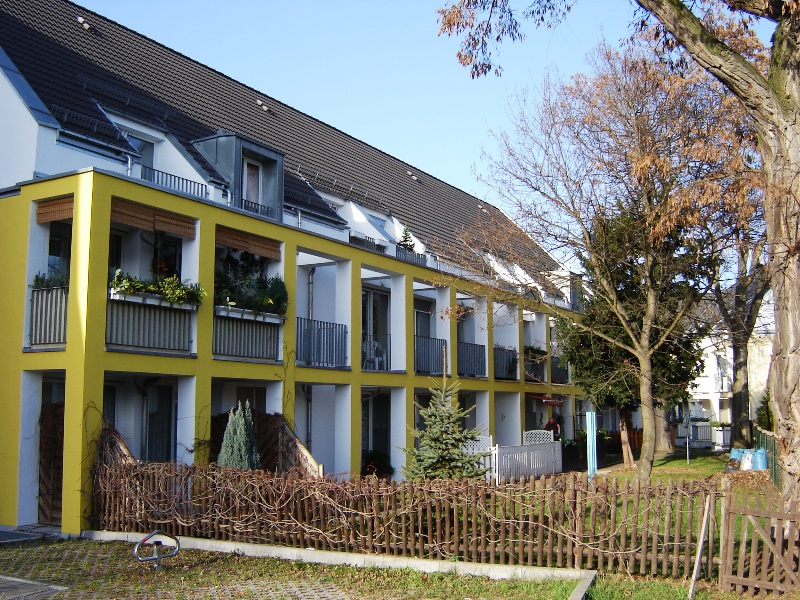
Wohnanlage von 1998

Nach 1990 wurde die Bausubstanz Fermerslebens einer umfangreichen Sanierung unterzogen. Dies geschah bevorzugt in den Siedlungen, die zwischen den Jahren 1914 und 1938 errichtet wurden. Zu den wenigen Neubauten gehört eine Wohnanlage nahe dem alten Ortskern, die bestehend aus fünf Häusern mit insgesamt 112 Wohnungen ab 1998 errichtet wurde.
Der im Jahr 2000 gegründete Bürgerverein Salbke, Westerhüsen, Fermersleben e. V. setzt sich für die Belange des Stadtteils ein. Der über viele Jahrzehnte in der Nähe der Elbe an Land liegende historische Kettendampfer Gustav Zeuner wurde Anfang des 21. Jahrhunderts saniert, aber dann an einem neuen Standort im Magdeburger Handelshafen der Öffentlichkeit zugänglich gemacht. Am 24. und 25. Juni 2011 fand in Fermersleben auf dem Salbker See II die 13. Betonboot-Regatta statt. Beim Elbe-Hochwasser 2013 waren die Bereiche östlich der Ortslage vom Hochwasser betroffen. Während Fermersleben selbst aufgrund seiner erhöhten Lage nicht beeinträchtigt war, wurde das Gebiet um den Hafen Fermersleben ab dem 4. Juni 2013 überschwemmt. Ab dem 6. Juni 2013 wurde ein 75-jähriger Mann vermisst, der am 20. Juni tot im Salbker See I aufgefunden wurde.
Vor der Mühlinger Straße 10 wurde am 25. Oktober 2013 ein Stolperstein für Alma Gast verlegt, die als Mitglied der Zeugen Jehovas in der Zeit des Nationalsozialismus verfolgt und ermordet wurde.

## Bauwerke und Denkmäler

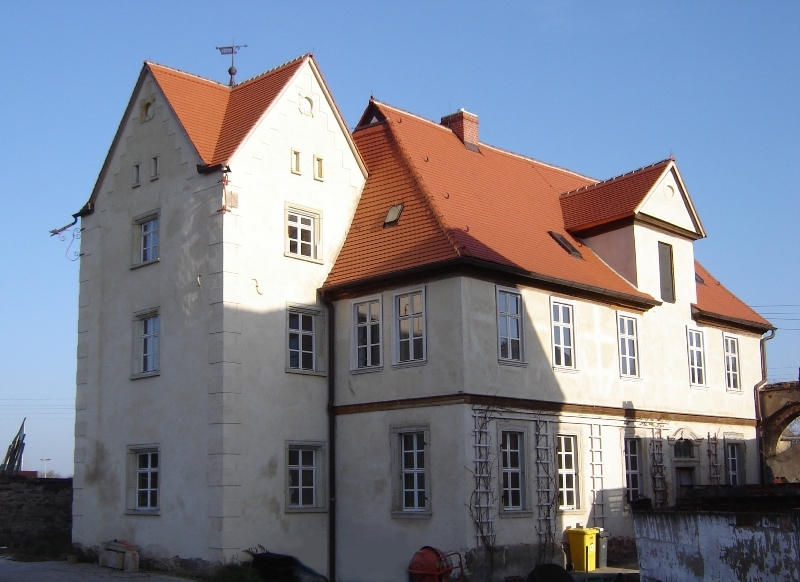
Mahrenholzhof

Die im Stadtteil vorhandenen Kulturdenkmale sind im örtlichen Denkmalverzeichnis aufgeführt. Am östlichen alten Ortskern steht in der Mansfelder Straße die 1657 errichtete Martin-Gallus-Kirche mit ihrem mittelalterlichen Turm. Sie ist die einzige im Fachwerkstil erbaute Kirche Magdeburgs. Ebenfalls in der Mansfelder Straße steht der Mahrenholzhof mit einem dreigeschossigen Wohnturm. Unter Denkmalschutz stehen auch Teile der zwischen 1920 und 1938 entstandenen Siedlung Fermersleben, die Grundschule Fermersleben sowie die Wohn- und Geschäftshäuser Alt Fermersleben 41 und 43. Aus dem Jahr 1934 stammt das monumentale Kriegerdenkmal Fermersleben.
Von 1866 bis etwa 1920 bestand in Fermersleben das Fort I der Festung Magdeburg. Am Westrand der Ortslage bestehen Reste der Bockwindmühle Fermersleben.

## Persönlichkeiten
In Fermersleben geboren wurden der Baumeister Julius Kleinau (1849–1907), der Autor und Pädagoge Adolf Hauert (1896–1988), der Politiker Günter Frede (1901–1967) und der Diplomat und Politiker Karl Nohr (1905–1973).
Der Theologe Martin Gallus war ab 1563 Prediger in Fermersleben. 1587 wurde dem Theologen und Schriftsteller Johannes Starcke, Prediger in Westerhüsen, die Fermersleber Kirche als Filialkirche übertragen. Otto Siebert, Theologe, Philosoph und Schriftsteller war etwa Ende des 19./Anfang des 20. Jahrhunderts ebenfalls Fermersleber Pfarrer. In der Zeit nach dem Ersten Weltkrieg war der Pädagoge und Schulreformer Karl Linke Lehrer an der Fermerslebener Schule. Der Widerstandskämpfer gegen den Nationalsozialismus Franz Rekowski lebte zumindest Ende der 1930er Jahre in der Fermersleber Faberstraße. Mit Otto Schumann (SED) und Franz Weichsel (CDU) wohnten gleich zwei Mitglieder des 1946 gewählten ersten Landtags von Sachsen-Anhalt in Fermersleben. Als weiterer in dieser Zeit in Fermersleben wohnender Politiker ist Hans Hauschulz (SED) zu nennen. Auch der Glasgestalter und Bildhauer Walter Bischof lebte damals im Stadtteil. In Fermersleben wohnhaft waren der Maler und Grafiker Günther Gerth und der Großmeister im Fernschach Volker-Michael Anton.
Mit Fermersleben sind darüber hinaus die Namen vieler Sportler verbunden, die für den heutigen Fermersleber SV 1895 starteten. Neben Anton ist da als weiterer Schachspieler Peter Hesse (1944–2004) zu erwähnen. Bekannte Handballspieler sind Herbert Wahrendorf (1919–1993), Steffen Coßbau, Hans Haberhauffe, Michael Jahns, Ronny Liesche und Patrick Schulz. Helmut Kurrat war als Handballtrainer tätig. Als Gewichtheber erlangte Frank Zielecke und als Kanuten Wilfried Bust, Udo Cohrs, Gerhard Hölzke, Arnold Kahler, Rolf Leue, Sigrid Leue, Jürgen Eschert und Eckhard Leue Bekanntheit.